# Palcze
Palcze (ukr. Пальче) – wieś na Ukrainie w rejonie łuckim obwodu wołyńskiego.
Znajduje tu się przystanek kolejowy Palcze, położony na linii Zdołbunów – Kowel.
Wieś duchowna położona w województwie wołyńskim była własnością archimandrytów żydyczyńskich w 1570 roku.
Podczas okupacji niemieckiej mieszkająca we wsi polska rodzina Hosticzków ukrywała Żydówkę Edwardę Finkielgluz. W 1989 roku Instytut Jad Waszem podjął decyzję o przyznaniu Józefowi i Helenie Hosticzkom tytułów Sprawiedliwy wśród Narodów Świata.
W czasie rzezi wołyńskiej ukraińscy nacjonaliści zabili tu łącznie 26 Polaków oraz 2-osobową rodzinę polsko-ukraińską. Palcze zostały spalone 14 września 1943 roku. 
Do 2020 w rejonie kiwereckim.  